# Яблонский, Нил Александрович
Нил Александрович Яблонский (1888, Вязьма, Смоленская губерния — 1944) — советский художник и преподаватель.
Отец Народного художника СССР Татьяны Яблонской (1917—2005) и художницы Елены Ниловны Яблонской (1918—2009).

## Биография
Родился в Вязьме (по другим данным — в Смоленске). Происходил из семьи священника, работавшего в гимназиях учителем Закона Божьего, служившего протоиреем Покровской церкви в Смоленске.
Учился в духовной семинарии (изгнан в 1905 году за участие в студенческих забастовках), позже — в Духовной академии в Москве. Окончил Московский университет (историко-филологический факультет).
После его окончания работал в Витебске, затем переехал в Смоленск, где преподавал словесность и литературу в гимназиях. Здесь в 1916 году женился на Вере Георгиевне Варгасовой.
В первые годы после революции 1917 года принял решение продолжить художественное образование и переехал в Москву учиться во ВХУТЕМАСе, где учился у А. Е. Архипова.
Был одним из организаторов и преподавателей Смоленского отделения Пролеткульта, учитель художников К. Г. Дорохова и М. Т. Хазанова. Участник первых смоленских выставок картин и прикладного искусства. Один из участников Смоленского общества художников (1917—1920). С 1922 года — хранитель картинной галереи в Смоленском музее.
В 1928 году Яблонские переехали в Одессу, а в 1930 — в Каменец-Подольский. Затем семья переехала в Киев, где Яблонский пытался заниматься творческой работой.
С началом войны Яблонский с женой остались на оккупированной территории. По словам жены, он был вывезен в Германию, и дальнейшая его судьба неизвестна. По-видимому, пропал без вести во время войны.